# Iacchos
Iacchos (en grec ancien Ἴακχος / Íakkhos) est une figure incertaine de la mythologie et de la religion grecque antique qui personnifie les processions. Selon les traditions des mystères d'Éleusis, il s'agit d'un des visages de Dionysos qui participe à l'initiation des mythes,.
Iacchos est aussi parfois désigné comme un fils de Dionysos, sa mère étant alors la nymphe Aura.

## Rôle
Iacchos est un personnage important du culte bachique. Selon la tradition, il est le porteur de torche qui guide les cortèges d'initiés aux mystères d'Éleusis.
Dans Les Bacchantes, Euripide rapporte que les Ménades poussaient un cri à l'unisson pour appeler Dionysos : « Iacchos ! Bromios ! »

## Famille

### Fils de Dionysos
Iacchos est parfois considéré comme un aspect de Dionysos lui-même, parfois comme son fils et disciple. Quand il est vu en tant que fils de Dionysos, sa mère est alors la nymphe Aura, elle-même fille du titan Lélantos et de l'océanide Periboea ou Cybèle.

### Fratrie
Sa demi-sœur Teléte est une de ses disciples et celle de leur père Dionysos, destinée à ce rôle par ce dernier, elle a d'ailleurs été interprétée comme étant une déesse de l'initiation aux rites bachiques.

### Sources
- Clément d'Alexandrie, Exhortation aux Grecs : Protreptique (lire en ligne) (II, 21, 1 ; II, 22, 7 ; IV, 62, 3).
- Euripide, Les Bacchantes [détail des éditions] [lire en ligne].